# حوز قانوني
الحوز هو مصطلح قانوني ظهر بعلاقة مع ظهور الملكية كحق وقد تفرع عن هذا الحق نتيجة للأهمية العملية التي تكتنفه، من جهة أخرى اختلفت التعاريف بين قانون وآخر أي بين دولة وأخرى إلا أنها جميعا اتفقت من حيث المبدأ على مفهومه ومكونتاته وطرق التعامل معه فحسب المشرع التونسي تحديدا فصل 38 مجلة حقوق العينية "الحوز هو سيطرة فعلية لشخص بنفسه أو بواسطة على حق أو شيء. فالحوز هو سيطرة الغير على ملكية غير تابعة له و بمباركة القانون، ويشترط في الحوز أن يكون غير اعتباطي وأن يكون للغير نية التملك، كما تستند السيطرة الفعلية للحائز في الغالب على حق عيني. لكن المشرع يحمي الحوز ولو كان الحائز غير ذا حق لإعتبارات تتعلق بأمن المجتمع وبضرورة احترام الأوضاع الواقعية القائمة وعدم تغييرها بالقوة حتى لا تعم الفوضي المجتمع. ولا بد أن يرد الحوز على أشياء مادية عقارات كانت أم منقولات. ويستوي أن يكون هذا الشيء مفرزا أو مشاعا، ولا يتصور أن يرد الحوز على الأموال غير المادية كحقوق التأليف وبراءات الاختراع.. في الحقيقة إن الحوز هو استلاء من شخص يعتبر غيرا على ملكية لا تخصه ولاتتبعه بأي شكل من الأشكال وتحت حماية من القانون وتشجيعا منه ولعل ذلك جاء بالأساس لعتبارات اقتصادية تخص الدولة فالملكية التي لا تستغل من قبل مالكها تعتبر عبئا على الدولة وتمس بل وتخل من سير الاقتصاد لذلك الأحري أن تملكها لشخص يستغلها حتى وإن مس ذلك بحرية التملك، وليس الحوز مفهوما مطلقا كما يبدو بل وضع المشرع قيودا على هذا المفهوم لجعله محدودا وتحت المراقبة أهم هذه القيود هي اعتماده لزمن معين لقيام الحوز وتختلف هذه المدة باختلاف الدولة وتراتبها وقوانينها فتونس وضعت مدة قدرت بـ15سنة لتمام الحوز شرط أن يستمر الحائز في حوزه للملكية طيلة هذا الزمن دون انقطاع كذلك فعل المشرع الفرنسي وعدد من الدول الفرنكوفونية.

## أركان الحوز
لا يقوم الحوز إلا بتوفر ركنان: ركن مادي وركن معنوي

### ركن مادي
- يقصد به السيطرة الفعلية على الشيء من قبل الحائز، عبر القيام بأعمال مادية تدخل في مضمون الحق العيني كقيام الحائز باستعمال الشيء واستغلاله.

ولا يشترط ان يقوم الحائز بالسيطرة الفعلية بنفسه، بل يسمح له القانون بالقيام بها بواسطة شخص أخر كالخادم الذي يحوز الأدوات المنزلية لحساب مشغله أو السائق أو أجير خدمة أو الحارس ويعتبر هؤلاء مجرد ماسكين ماديا للشيء يتحقق بواسطتهم الركن المادي للحوز، ويحمل على الحائز إثبات توفر الركن المادي من عدمه أمام القضاء. وتكتفي النظرية المادية الذي جاء بها ihering تكتفي بهذا العنصر لقيام الحوز وتعتبره عنصرا أساسيا وتري أن الحوز يتوفر حيثما وجدت سلطة فعلية يمارسها ويباشرها الحائز. وسادت هذه النظرية في القوانين الجرمانية كالقانون الألماني والقانون السويسري. أما النظرية الشخصية التي دافع عنها savigny تري  أن العنصر المادي لايكفي لوجود الحوز وأنه يجب أن يتدعم بعنصر معنوي.

### الركن المعنوي
هو نية الحائز بالظهور بمظهر المالك، أي وجود نية لدي الحائز في القيام بالأعمال المادية بهدف اكتساب الملكية. «وأن يتصرف الحائز في العقار تصرف المالك في ملكه ينسبه لنفسه وينسبه الناس إليه» ويجب أن يتوفر هذا الركن في الحائز نفسه لا من ينوبه. ودون توفر الركن المعنوي لا يكون الحوز منتجا لأثره القانوني في كسب الملكية رغم توفر الركن المعنوي.

## أثار الحوز
- تختلف أثار الحوز من قانون لآخر فكل قانون خاص بدولة يضع زمن محددا ليصبح الحوز ملكا شرعيا للحائز لا يمكن لأحد مجادلته فيه حتى ولو كان المالك الأصلي للعقار فحسب القانون التونسي على سبيل المثال وعلى حد ما نص عليه الفصل 44 مجلة حقوق عينية «من حاز عقارا مدة خمسة عشرة عاما بصفة مالك حوز دون شغب، مشاهدا مستمرا دون انقطاع ولا التباس كانت له ملكية العقار الحق العيني بوجه التقادم».[6]